# René-Antoine Houasse

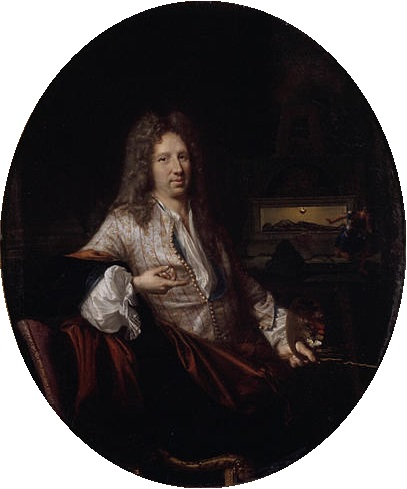
François Jouvenet: Portrait von René-Antoine Houasse, um 1699

René-Antoine Houasse (* um 1645; † 27. Mai 1710) war ein französischer Maler.

## Leben
Houasse war ein Schüler des französischen Malers Charles Le Brun, unter dessen Leitung er an der Gobelin-Manufaktur in Paris tätig war. Gemeinsam mit ihm arbeitete er an der Dekoration von Schloss Versailles. Von 1669 bis 1704 war Houasse Direktor der Académie de France à Rome. Sein Sohn war der französische Maler Michel-Ange Houasse.

## Werke (Auswahl)

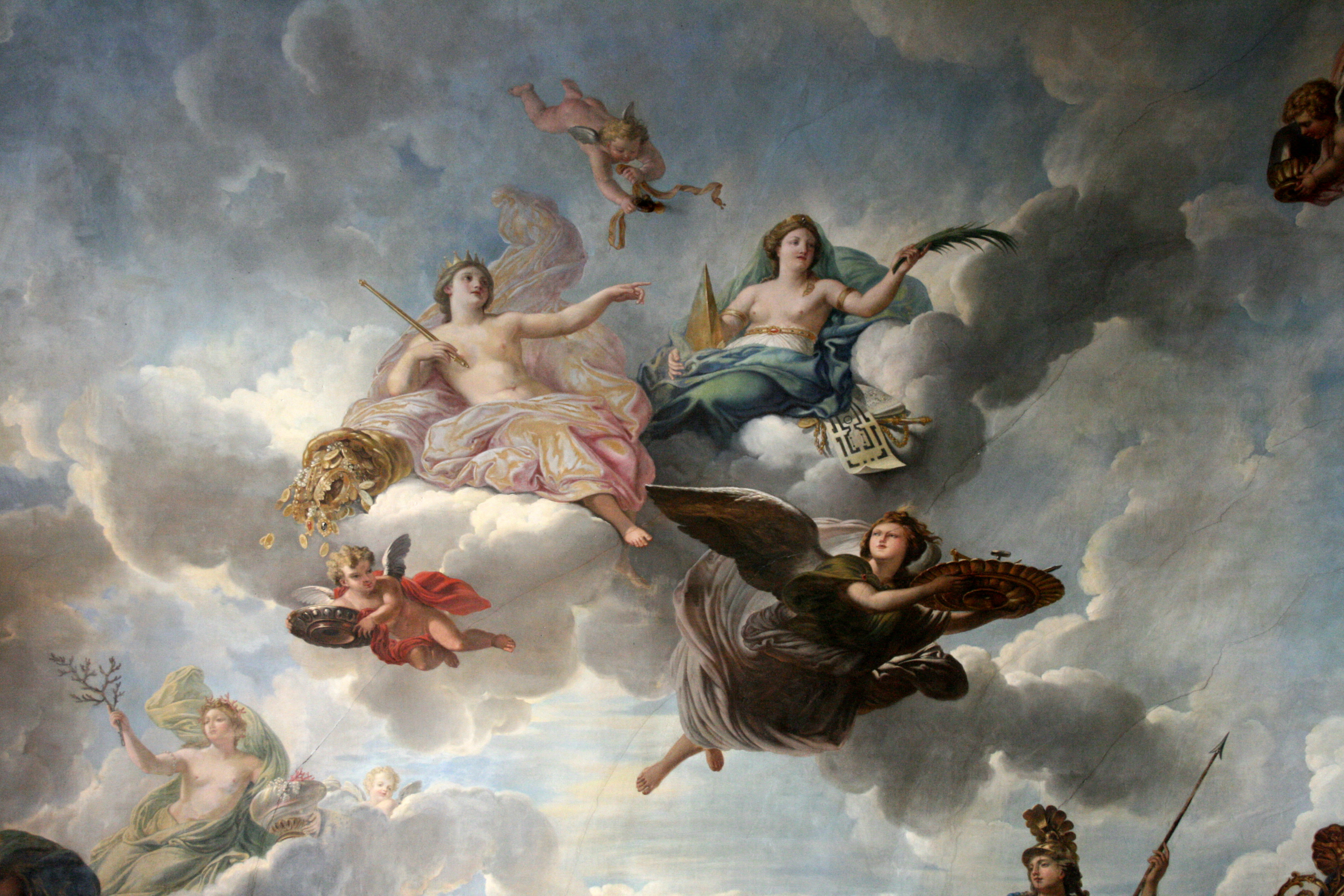
Deckengemälde (1683) im Salon de l'Abondance, Grand Appartement du Roi, Schloss Versailles
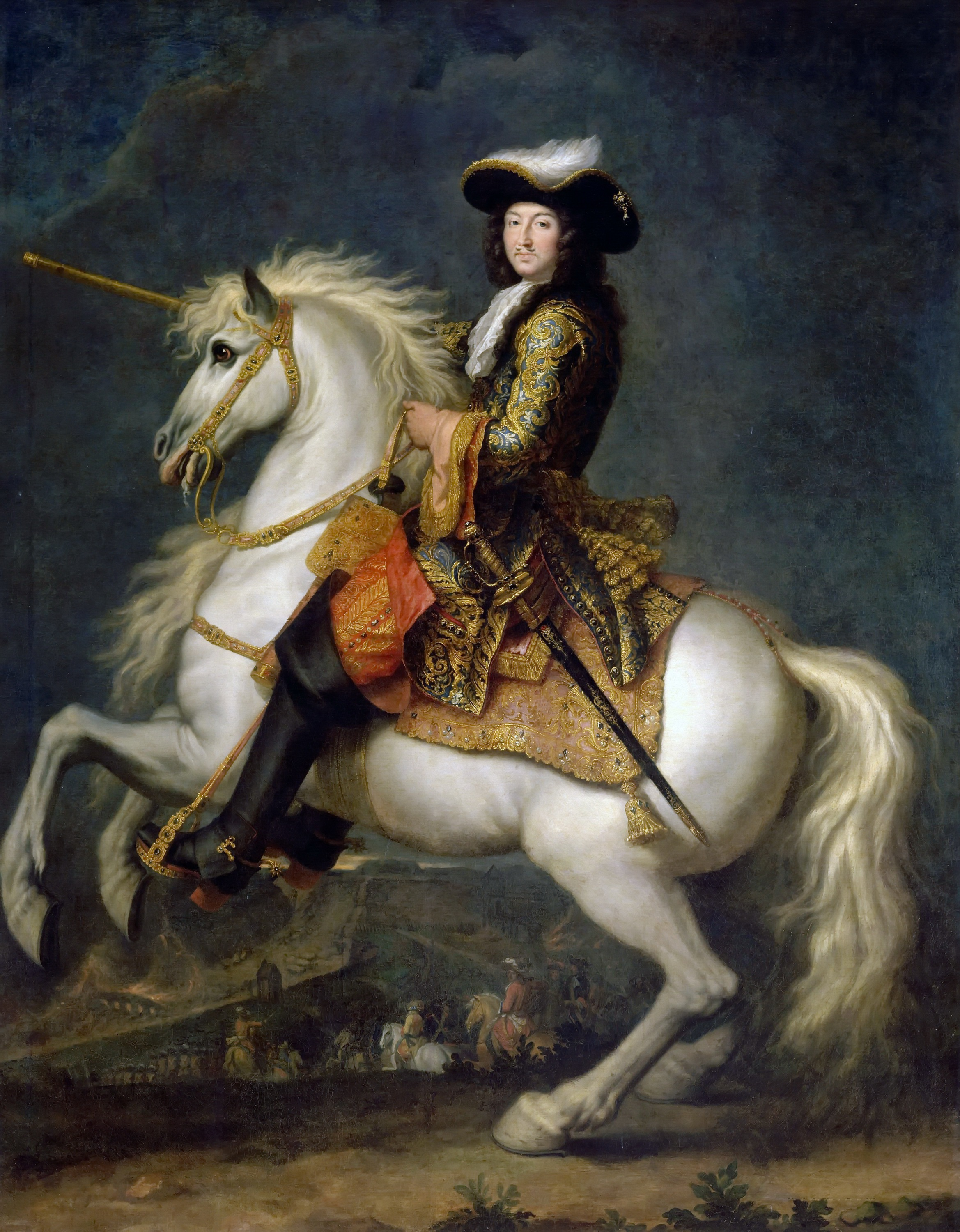
Reiterportrait von Ludwig XIV., um 1674, Salon de Mars, Grand Appartement du Roi, Schloss Versailles
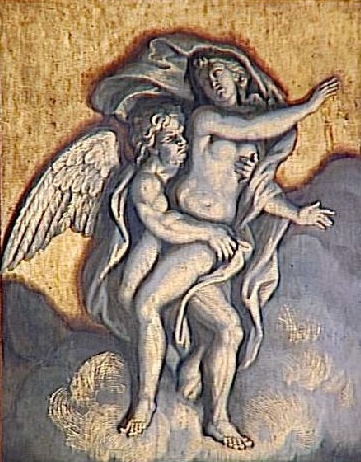
Boreas entführt Oreithyia, um 1678, Dekoration im Salon de Vénus, Grand Appartement du Roi, Schloss Versailles
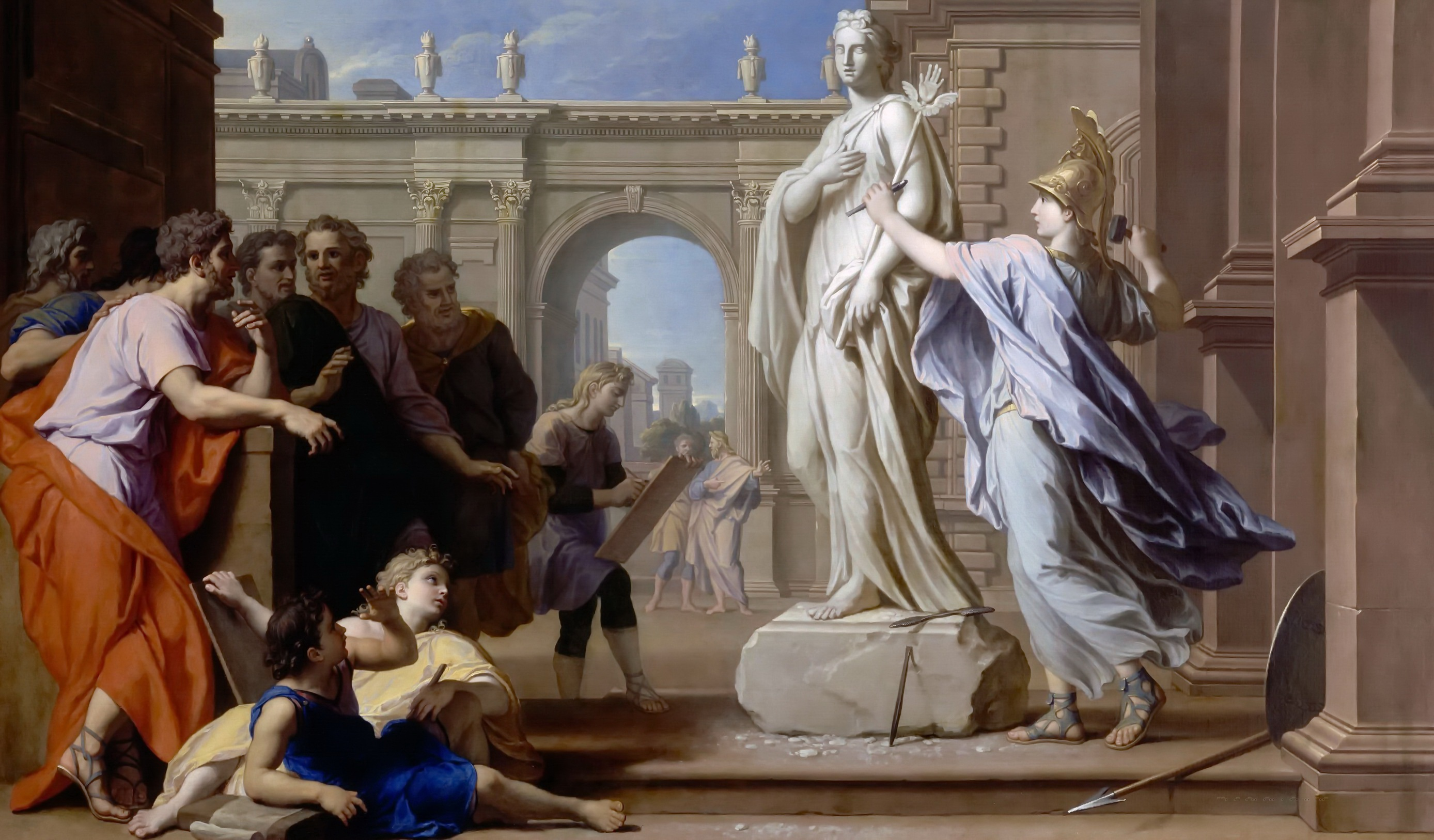
Minerva lehrt die Bildhauerkunst, um 1688